# Нижньостуденівська сільська рада
| Нижньостуденівська сільська рада — колишній орган місцевого самоврядування у Міжгірському районі Закарпатської області з адміністративним центром у с. Нижній Студений. Сільській раді підпорядковані населені пункти: - с. Нижній Студений - с. Верхній Студений |

## Склад ради
Рада складається з 18 депутатів та голови.

## Керівний склад сільської ради
| ПІБ                      | Основні відомості                                                 | Дата обрання | Дата звільнення |
| ------------------------ | ----------------------------------------------------------------- | ------------ | --------------- |
| Славець Василь Федорович | Сільський голова, 1958 року народження, освіта                    | 26.03.2006   | 31.10.2010      |
| Славець Василь Федорович | Сільський голова, 1958 року народження, освіта вища, безпартійний | 31.10.2010   |                 |

Примітка: таблиця складена за даними джерела

## Населення
Згідно з переписом УРСР 1989 року чисельність наявного населення сільської ради становила 2036 осіб, з яких 994 чоловіки та 1042 жінки.
За переписом населення України 2001 року в сільській раді мешкали 1882 особи.

### Мова
Розподіл населення за рідною мовою за даними перепису 2001 року:
| Мова       | Відсоток |
| ---------- | -------- |
| українська | 99,89 %  |
| російська  | 0,11 %   |